# Салајда (Колорадо)
Салајда (енгл. Salida) град је у америчкој савезној држави Колорадо.

## Демографија
По попису из 2010. године број становника је 5.236, што је 268 (-4,9%) становника мање него 2000. године.
| Група             | 2000.         | 2010.         |
| Белци             | 4.753 (86,4%) | 4.524 (86,4%) |
| Афроамериканци    | 3 (0,1%)      | 10 (0,2%)     |
| Азијати           | 21 (0,4%)     | 23 (0,4%)     |
| Хиспаноамериканци | 592 (10,8%)   | 574 (11,0%)   |
| Укупно            | 5.504         | 5.236         |